# Liste d'élections en 1993
Chronologie des élections
- 1989
- 1990
- 1991
- 1992
- 1993
- 1994
- 1995
- 1996
- 1997

Cette liste recense les élections organisées durant l'année 1993. Elle inclut les élections législatives et présidentielles nationales dans les États souverains, ainsi que les référendums.

## Commentaires généraux
En 1993, l'Afrique poursuit sa démocratisation. Au Malawi et aux Seychelles, la fin des régimes à parti unique est approuvée par référendum. Le Burundi, Djibouti, le Gabon, la Guinée, le Lesotho, Madagascar, le Niger, le Nigeria, les Seychelles et le Togo organisent leurs premières élections pluralistes après l'introduction du multipartisme. Au Burundi, toutefois, ces élections débouchent sur une guerre civile et sur des massacres entre Tutsis et Hutus, tandis qu'au Nigeria les résultats de l'élection sont invalidés par l'armée. La République centrafricaine connaît, elle, la première transition démocratique paisible de son histoire (septembre).
Dans la Russie post-soviétique, le président Boris Eltsine fait approuver sa politique par plébiscite (avril), puis use de la force militaire pour dissoudre anticonstitutionnellement le Parlement, et organise un référendum (décembre) pour s'octroyer davantage de pouvoirs. En Azerbaïdjan, Heydar Aliyev, ancien dirigeant de l'ère soviétique, renverse le gouvernement, et fait approuver son coup d'État par référendum (août).
Enfin, l'ère de la décolonisation touche à sa fin. Trois territoires d'outre-mer des États-Unis votent sur leur statut en octobre et novembre. Tandis que les Îles Vierges américaines et Porto Rico conservent le statut de territoires sous souveraineté des États-Unis, les Palaos accèdent à l'indépendance, tout en restant fortement liés à l'ancienne puissance coloniale par un traité de libre association.

## Par mois

### Janvier
| Date                               | Pays           | Élections    | Contexte | Résultats |
| ---------------------------------- | -------------- | ------------ | --- | --- |
| 20 décembre 1992 au 3 janvier 1993 | RF Yougoslavie | Législatives | La République fédérale de Yougoslavie, à cette date, n'est plus constituée que de l'union de la Serbie et du Monténégro. Les guerres de Yougoslavie se poursuivent entre ce qui reste de la fédération et ses anciens membres (Bosnie, Croatie, Macédoine…). | Parlement sans majorité. Le Parti socialiste de Serbie conserve une majorité relative des sièges. Radoje Kontić (Parti démocratique socialiste du Monténégro) devient premier ministre de la fédération. |
| 24 et 31 janvier                   | Monaco         | Législatives | | L'Union nationale et démocratique, au pouvoir depuis 1962, conserve une large majorité des sièges. Jacques Dupont demeure ministre d'État (premier ministre).                                            |

### Février
| Date            | Pays          | Élections      | Contexte | Résultats |
| --------------- | ------------- | -------------- | --- | --- |
| 3 et 4 février  | Tonga         | Législatives   | Les Tonga à cette date ne sont pas une démocratie. Seuls une minorité des députés sont élus par le peuple, les autres étant élus par la noblesse ou bien nommés par le roi. Le monarque nomme le premier ministre à sa guise et conserve un réel pouvoir exécutif. | Parmi les neuf élus du peuple, six appartiennent au mouvement pour la démocratie. |
| 7 février       | Liechtenstein | Législatives   | | Parlement sans majorité. Le Parti progressiste des citoyens (droite, national-conservateur) obtient un siège de plus que l'Union patriotique (centre-droit, libéral-conservatrice), mais sans atteindre la majorité absolue. Markus Büchel (PPC) est nommé premier ministre en mai, mais de nouvelles élections ont lieu en octobre. |
| 10 février      | Madagascar    | Présidentielle | 2d tour. Le 1er tour avait eu lieu en novembre 1992. L'élection fait suite à la réintroduction d'un réel multipartisme - autorisant les partis d'opposition, et non pas simplement une diversité de partis affiliés au pouvoir. | Alternance. Albert Zafy (Union nationale pour la démocratie et le développement, libéral) est élu avec 66,7 % des voix, devant le président sortant Didier Ratsiraka (Association pour la renaissance de Madagascar, gauche). Des élections législatives ont lieu en juin. |
| 7 et 14 février | Chypre        | Présidentielle | | Alternance. Gláfkos Klirídis (Rassemblement démocrate, conservateur) est élu au second tour avec 50,3 % des voix, devant le président sortant Giórgos Vasileíou (AKEL, communiste). |
| 14 février      | Lituanie      | Présidentielle | Première élection présidentielle depuis l'indépendance du pays en 1991. | Algirdas Brazauskas, du Parti démocratique du travail (gauche, ex-Parti communiste), est élu avec 60 % des voix, face à Stasys Lozoraitis (sans étiquette). |
| 14 février      | Niger         | Législatives   | Premières élections multipartites depuis l'indépendance du pays en 1960. Elles font suite à l'adoption d'une nouvelle Constitution par référendum en 1992. | Alternance. Parlement sans majorité. Le Mouvement national pour la société du développement (conservateur, ancien parti unique), au pouvoir, obtient une majorité relative des sièges. Le parti Convention démocratique et sociale s'allie toutefois à plusieurs autres partis d'opposition de gauche ou de centre-gauche après l'élection ; cette alliance dispose d'une majorité absolue des sièges. Une élection présidentielle fait suite à ces législatives. |
| 21 février      | Sénégal       | Présidentielle | | Abdou Diouf (Parti socialiste) est réélu avec 58,4 % des voix, devant notamment Abdoulaye Wade (Parti démocratique, libéral). Des élections législatives ont lieu en mai. |
| 24 février      | Cuba          | Législatives   | Première élection du corps législatif au suffrage universel direct. Précédemment, l'Assemblée nationale était élue par les assemblées municipales. Cuba est un État à parti unique. Les autorités présentent autant de candidats qu'il y a de sièges à pourvoir ; les citoyens sont invités à approuver ou rejeter ces candidats. Les candidats retenus sont tous favorables à la ligne du Parti communiste. | L'ensemble des candidats sont approuvés. Fidel Castro demeure président du conseil des ministres (et simultanément président de la République). |
| 27 février      | Niue          | Législatives   | | Alternance. Tous les députés sont élus sans étiquette, mais les partisans du gouvernement sortant ont perdu leur majorité. Frank Lui devient premier ministre. |
| 28 février      | Niger         | Présidentielle | 1er tour. | - |

### Mars
| Date          | Pays                        | Élections      | Contexte | Résultats |
| ------------- | --------------------------- | -------------- | --- | --- |
| 2 mars        | États fédérés de Micronésie | Législatives   | Il n'existe pas de partis politiques dans le pays. | Tous les députés sont élus sans étiquette. Ils renouvellent leur confiance dans le président de la République, Bailey Olter. |
| 13 mars       | Australie                   | Législatives   | | Le Parti travailliste (centre-gauche) conserve une majorité absolue des sièges. Paul Keating demeure premier ministre. |
| 14 mars       | Andorre                     | Référendum     | Une proposition de nouvelle Constitution est soumise à l'approbation des citoyens.                                                                                     | La Constitution est approuvée par 74,2 % des votants. |
| 21 et 28 mars | France                      | Législatives   | | Alternance. La coalition « Union pour la France » (droite et centre-droit) remporte une majorité absolue des sièges. Édouard Balladur est nommé premier ministre. |
| 28 mars       | Niger                       | Présidentielle | 2d tour. L'élection fait suite aux législatives de février, les premières élections multipartites depuis l'indépendance du pays en 1960.                               | Alternance. Mahamane Ousmane (Convention démocratique et sociale, centre-gauche) est élu avec 54,4 % des voix, face à Mamadou Tandja (Mouvement national pour la société du développement (conservateur, ancien parti unique).                                                                         |
| 27 au 29 mars | Lesotho                     | Législatives   | Premières élections multipartites depuis 1970. Le Parti national lésothan avait gouverné de manière dictatoriale jusqu'en 1986, lorsque l'armée avant pris le pouvoir. | Alternance. Le Parti du Congrès du Basutoland (qui avait remporté les élections démocratiques de 1970 avant d'être privé du pouvoir par un coup d'État) remporte la totalité des sièges au Parlement. Le Parti national lésothan n'obtient donc aucun siège. Ntsu Mokhehle est nommé premier ministre. |
| 30 mars       | Jamaïque                    | Législatives   | | Le Parti national du peuple (centre-gauche) conserve la majorité absolue des sièges. Percival James Patterson demeure premier ministre. |

### Avril
| Date           | Pays     | Élections                  | Contexte | Résultats |
| -------------- | -------- | -------------------------- | --- | --- |
| 21 avril       | Brésil   | Référendum                 | Dans le cadre de la préparation d'une nouvelle Constitution, les citoyens sont invités à choisir entre une monarchie ou une république, et entre un système de gouvernement présidentiel ou parlementaire.                                                                           | Les Brésiliens optent à 86,6 % pour une république, et à 69,2 % pour un régime présidentiel. |
| 23 au 25 avril | Érythrée | Référendum sur l'indépend. | La guerre d'indépendance de l'Érythrée, menée contre l'Éthiopie, s'est achevée en 1991 avec la victoire des séparatistes. Sous l'égide d'observateurs de l'ONU, le gouvernement provisoire de l'Érythrée organise un référendum pour faire valider cette indépendance par le peuple. | L'indépendance est approuvée par 99,8 % des votants, et formellement proclamée le 27 avril. |
| 25 avril       | Russie   | Référendum                 | Quatre questions sont posées aux citoyens : Ont-ils confiance dans le président Boris Eltsine, et dans sa politique économique et sociale ? Doit-il y avoir des élections législatives et présidentielle anticipées ?                                                                | Les Russes expriment leur confiance dans le président (59,9 %) et dans sa politique (54,3 %). Ils s'opposent à une élection présidentielle anticipée (48,8 %), mais approuvent des élections législatives anticipées (69,1 %). La volonté du président Eltsine de dissoudre le Parlement de manière anticonstitutionnelle entraîne une crise violente en septembre. Des élections législatives se tiennent en décembre. |
| 27 avril       | Yémen    | Législatives               | Premières élections après l'unification du Yémen. | Parlement sans majorité. Le Congrès général du peuple (centre-droit, panarabisme) obtient une majorité relative des sièges. Haider Aboubaker al-Attas (Parti socialiste) demeure néanmoins premier ministre. |

### Mai
| Date         | Pays                | Élections                      | Contexte | Résultats |
| ------------ | ------------------- | ------------------------------ | --- | --- |
| 2 mai        | République du Congo | Législatives                   | 1er tour. | - |
| 7 mai        | Djibouti            | Présidentielle                 | Première élection présidentielle pluraliste et multipartite de l'histoire du pays. Elle fait suite à un référendum pour l'adoption d'une démocratie multipartite en 1992. | Le président sortant, Hassan Gouled Aptidon (Rassemblement populaire pour le progrès, gauche, ancien parti unique), au pouvoir depuis 1977, est réélu avec 60,7 % des voix devant quatre autres candidats. |
| 9 mai        | Paraguay            | Législatives et présidentielle | | Parlement sans majorité. Le Parti colorado (droite) perd sa majorité absolue des sièges, mais conserve la majorité relative. Son candidat, Juan Carlos Wasmosy, est élu président de la République avec 41,6 % des voix. |
| 9 mai        | Sénégal             | Législatives                   | Ces élections font suite à l'élection présidentielle de février. | Le Parti socialiste (centre-gauche) conserve une majorité absolue des sièges. |
| 13 mai       | Saint-Marin         | Législatives                   | | Parlement sans majorité. Le Parti démocrate-chrétien (centriste) conserve une majorité relative des sièges. |
| 18 mai       | Danemark            | Référendum                     | Second référendum sur l'adoption du traité de Maastricht, après son rejet par les citoyens en 1992. En amont de ce second vote, le Danemark a obtenu des exemptions à la politique européenne commune.                                                                                                   | L'adoption du traité est approuvée par 56,7 % des votants. |
| 26 mai       | Îles Salomon        | Législatives                   | | Alternance. Parlement sans majorité. Le nouveau Parti national pour l'unité, la réconciliation et le progrès, formé par le premier ministre sortant Solomon Mamaloni, obtient une majorité relative des sièges mais ne parvient pas à former un gouvernement. Le Parlement choisit Francis Billy Hilly (sans étiquette) pour le poste de premier ministre.                                                                                           |
| 23 au 28 mai | Cambodge            | Constituantes                  | Premières élections législatives depuis 1981, et premières élections multipartites depuis 1972. Elles font suite à la fin de la guerre civile en 1991, et au rétablissement de la monarchie et de la démocratie. Elles se déroulent sous l'égide de l'Autorité provisoire des Nations unies au Cambodge. | Parlement sans majorité. Le Funcinpec (centre-droit) obtient une majorité relative des sièges, devant le Parti du peuple cambodgien (populiste, ancien parti unique). Norodom Ranariddh (Funcinpec) devient premier ministre. Le parti du peuple refuse de reconnaître sa défaite ; sous pression, le roi Norodom Sihanouk nomme Hun Sen (Parti du peuple) au poste de 'second premier ministre' en septembre, conjointement avec Norodom Ranariddh. |

### Juin
| Date        | Pays                | Élections                      | Contexte | Résultats |
| ----------- | ------------------- | ------------------------------ | --- | --- |
| 1er juin    | Burundi             | Présidentielle                 | Première élection présidentielle depuis 1984, et première présidentielle multipartite de l'histoire du pays. Elle fait suite à un référendum pour l'instauration d'une démocratie multipartite en 1992. Elle est suivie par des élections législatives le 29 juin.                                                                           | Alternance. Melchior Ndadaye (Front pour la démocratie du Burundi: social-démocrate, et représentant les intérêts de la majorité hutu) est élu avec 65,7 % des voix, devant le président sortant Pierre Buyoya (tutsi, Union pour le progrès national : nationaliste). Pierre Buyoya reconnaît sa défaite et accepte cette transition démocrate, mais le président Ndadaye est assassiné par des militaires tutsis en octobre. Le pays sombre alors dans une spirale de massacres réciproques entre les communautés, et dans la guerre civile. |
| 5 et 6 juin | Lettonie            | Législatives                   | Premières élections législatives depuis l'indépendance du pays en 1991. Les personnes d'origine russe ne sont pas autorisées à voter. Le Parti communiste a été interdit. | Parlement sans majorité. Le parti Voie lettonne (libéral-conservateur) et l'Union des paysans (agrariste) forment ensemble un gouvernement minoritaire. Valdis Birkavs devient premier ministre. |
| 6 juin      | Bolivie             | Législatives et présidentielle | | Parlement sans majorité. L'alliance du Mouvement nationaliste révolutionnaire (droite néo-libérale) et du Mouvement tupaq katari de libération révolutionnaire conserve une majorité relative des sièges au Congrès (dont la majorité absolue au Sénat). Le candidat de cette alliance, Gonzalo Sánchez de Lozada, obtient 35,6 % des voix à l'élection présidentielle, et est confirmé au poste de président de la République par le Congrès.                                                                                                 |
| 6 juin      | République du Congo | Législatives                   | 2d tour. | L'Union panafricaine pour la démocratie sociale et ses alliés de la majorité présidentielle remportent de justesse une majorité absolue des sièges. |
| 6 juin      | Espagne             | Législatives                   | | Parlement sans majorité. Le Parti socialiste ouvrier (centre-gauche) conserve une majorité relative des sièges. Felipe González demeure premier ministre. |
| 6 juin      | Mongolie            | Présidentielle                 | Première élection présidentielle au suffrage universel direct. | Le président Punsalmaagiyn Ochirbat (Parti social-démocrate) est réélu avec 59,9 % des voix, face à Lodongiyn Tudev (Parti du peuple, socialiste, ex-parti unique). |
| 11 juin     | Iran                | Présidentielle                 | Seuls les candidats approuvés par le Conseil des gardiens de la Constitution sont autorisés à se présenter. | Le président Hachemi Rafsandjani (Association du clergé militant, ultra-conservateur) est réélu avec 64 % des voix, face à trois candidats sans étiquette. |
| 12 juin     | Nigeria             | Présidentielle                 | Première élection présidentielle depuis 1983, après dix ans de dictature militaire. Seuls deux partis politiques sont autorisés pour cette élection : les autorités militaires souhaitent éviter le tribalisme, et contraignent la vie politique à s'organiser autour d'un grand parti de centre-droit et d'un grand parti de centre-gauche. | Moshood Abiola (Parti social-démocrate, centre-gauche) est élu avec 58,4 % des voix, face à Bashir Tofa (Convention nationale républicaine, centre-droit). Les élections, considérées comme libres et crédibles, sont toutefois invalidées par le dictateur militaire Ibrahim Babangida. |
| 14 juin     | Malawi              | Référendum                     | Les citoyens sont invités à choisir entre le maintien d'un système politique à parti unique, ou l'instauration du multipartisme. | Les Malawites votent à 64,7 % pour l'adoption du multipartisme. En conséquence, le Parti du congrès malawite (conservateur) perd son statut de seul parti autorisé. Des élections multipartites ont lieu en 1994, et sont remportées par l'opposition. |
| 16 juin     | Madagascar          | Législatives                   | Ces élections font suite à la réintroduction d'un réel multipartisme - autorisant les partis d'opposition, et non pas simplement une diversité de partis affiliés au pouvoir. Une élection présidentielle a eu lieu en février. | Alternance. Les divers partis qui soutiennent le nouveau président Albert Zafy (libéral) remportent ensemble une majorité absolue des sièges. |
| 18 juin     | Seychelles          | Référendum                     | Les citoyens sont invités à approuver ou rejeter une proposition de nouvelle Constitution. Celle-ci entérine la mise en place du multipartisme, décidée en 1991. | La Constitution est approuvée par 73,9 % des votants. Des élections générales ont lieu en juillet. |
| 25 juin     | Maroc               | Législatives                   | Premières élections législatives depuis 1984. Le scrutin prévu en 1990 avait été reporté, en raison notamment de la préparation d'une nouvelle Constitution. Les deux tiers des députés sont élus au suffrage universel direct ; les autres sont élus par les conseils communaux ou par divers corps de métiers.                             | Parlement sans majorité. L'Union socialiste des forces populaires (centre-gauche), l'Union constitutionnelle (centre-droit, libéral-conservatrice), le Parti de l'Istiqlal (conservateur) et le Mouvement populaire (conservateur) obtiennent chacun un peu plus d'un septième des sièges. |
| 29 juin     | Burundi             | Législatives                   | Premières élections législatives depuis 1982, et premières législatives multipartites depuis 1965. Elles font suite à un référendum pour l'instauration d'une démocratie multipartite en 1992, et à une élection présidentielle le 1er juin 1993, remportée par Melchior Ndadaye.                                                            | Alternance. Le Front pour la démocratie du Burundi (social-démocrate, et représentant les intérêts de la majorité hutu), parti du nouveau président, remporte une large majorité des sièges. L'Union pour le progrès national (nationaliste, ancien parti unique) est battu. |
| 30 juin     | Belize              | Législatives                   | | Alternance. L'alliance du Parti démocratique uni (conservateur) et de l'Alliance nationale pour les droits des Béliziens (nationaliste, populiste) remporte une majorité absolue des sièges. Manuel Esquivel devient premier ministre. |

### Juillet
| Date             | Pays       | Élections                      | Contexte | Résultats |
| ---------------- | ---------- | ------------------------------ | --- | --- |
| 18 juillet       | Japon      | Législatives                   | Élection de la Chambre des représentants. | Alternance. Une coalition de huit partis d'opposition menée par le Parti socialiste remporte une majorité relative des sièges. Morihiro Hosokawa (Nouveau parti du Japon, libéral), membre de la coalition, est nommé premier ministre. C'est la première fois depuis 1955 que le Parti libéral-démocrate (conservateur) n'est pas en mesure de gouverner. |
| 20 au 23 juillet | Seychelles | Législatives et présidentielle | Premières élections législatives multipartites depuis 1974, et première élection présidentielle multipartite de l'histoire du pays. Elles font suite à l'adoption d'une nouvelle Constitution par référendum en juin. | Le Front progressiste du peuple seychellois (centre-gauche, ancien parti unique) remporte une majorité absolue des sièges. Son candidat France-Albert René est réélu président de la République avec 59,5 % des voix. Il devance notamment James Mancham (Parti démocratique).                                                                             |

### Août
| Date    | Pays                      | Élections                      | Contexte | Résultats |
| ------- | ------------------------- | ------------------------------ | --- | --- |
| 22 août | République centrafricaine | Législatives et présidentielle | 1er tour. | - |
| 25 août | Togo                      | Présidentielle                 | Première élection présidentielle pluraliste de l'histoire du pays. Elle est toutefois boycottée par les principaux partis d'opposition. | Le président Gnassingbé Eyadéma (Rassemblement du peuple togolais, nationaliste, ancien parti unique) est réélu avec 96,5 % des voix, face à deux autres candidats.              |
| 28 août | Singapour                 | Présidentielle                 | Première élection présidentielle au suffrage universel direct. | Ong Teng Cheong (sans étiquette), vice-premier ministre sortant, est élu avec 58,7 % des voix, face à Chua Kim Yeow (sans étiquette). Il succède à Wee Kim Wee (sans étiquette). |
| 29 août | Azerbaïdjan               | Référendum                     | Le vote fait suite à un coup d'État. Alors que la guerre du Haut-Karabagh se poursuit, Heydar Aliyev, ancien dirigeant de l'Azerbaïdjan durant l'ère soviétique, a saisi le pouvoir en juin. Le président déchu, Aboulfaz Eltchibeï, est en fuite. Pour légitimer le coup d'État, Heydar Aliyev demande à la population de destituer le président par référendum. | La destitution d'Aboulfaz Eltchibeï est approuvée par 98 % des votants. Une élection présidentielle a ensuite lieu en octobre.                                                   |

### Septembre
| Date               | Pays                      | Élections                      | Contexte                                                                                         | Résultats |
| ------------------ | ------------------------- | ------------------------------ | ------------------------------------------------------------------------------------------------ | --- |
| 2 septembre        | Tuvalu                    | Législatives                   | Il n'existe pas de partis politiques aux Tuvalu.                                                 | Les partisans du premier ministre sortant Bikenibeu Paeniu et les membres de l'opposition sortante obtiennent chacun la moitié des sièges. Face à cette impasse, le Parlement est dissous, en vue de nouvelles élections en novembre. |
| 12 et 13 septembre | Norvège                   | Législatives                   | Les trois principaux partis sont dirigés par des femmes, fait inédit.                            | Parlement sans majorité. Le Parti travailliste (centre-gauche) conserve sa majorité relative des sièges. Gro Harlem Brundtland demeure première ministre. |
| 19 septembre       | Pologne                   | Parlementaires                 |                                                                                                  | Alternance. L'Alliance de la gauche démocratique (ex-communiste) et le Parti populaire (gauche) remportent ensemble une majorité absolue des sièges. Waldemar Pawlak (Parti populaire) devient premier ministre. |
| 19 septembre       | République centrafricaine | Législatives et présidentielle | 2d tour. Le président sortant André Kolingba a été éliminé au premier tour de la présidentielle. | Parlement sans majorité. Le Mouvement de libération du peuple centrafricain (socialiste) remporte une majorité relative des sièges. Son candidat, Ange-Félix Patassé, remporte l'élection présidentielle avec 53,5 % des voix au second tour, devant Abel Goumba (Front patriotique pour le progrès). C'est la première transition démocratique paisible dans l'histoire du pays. |

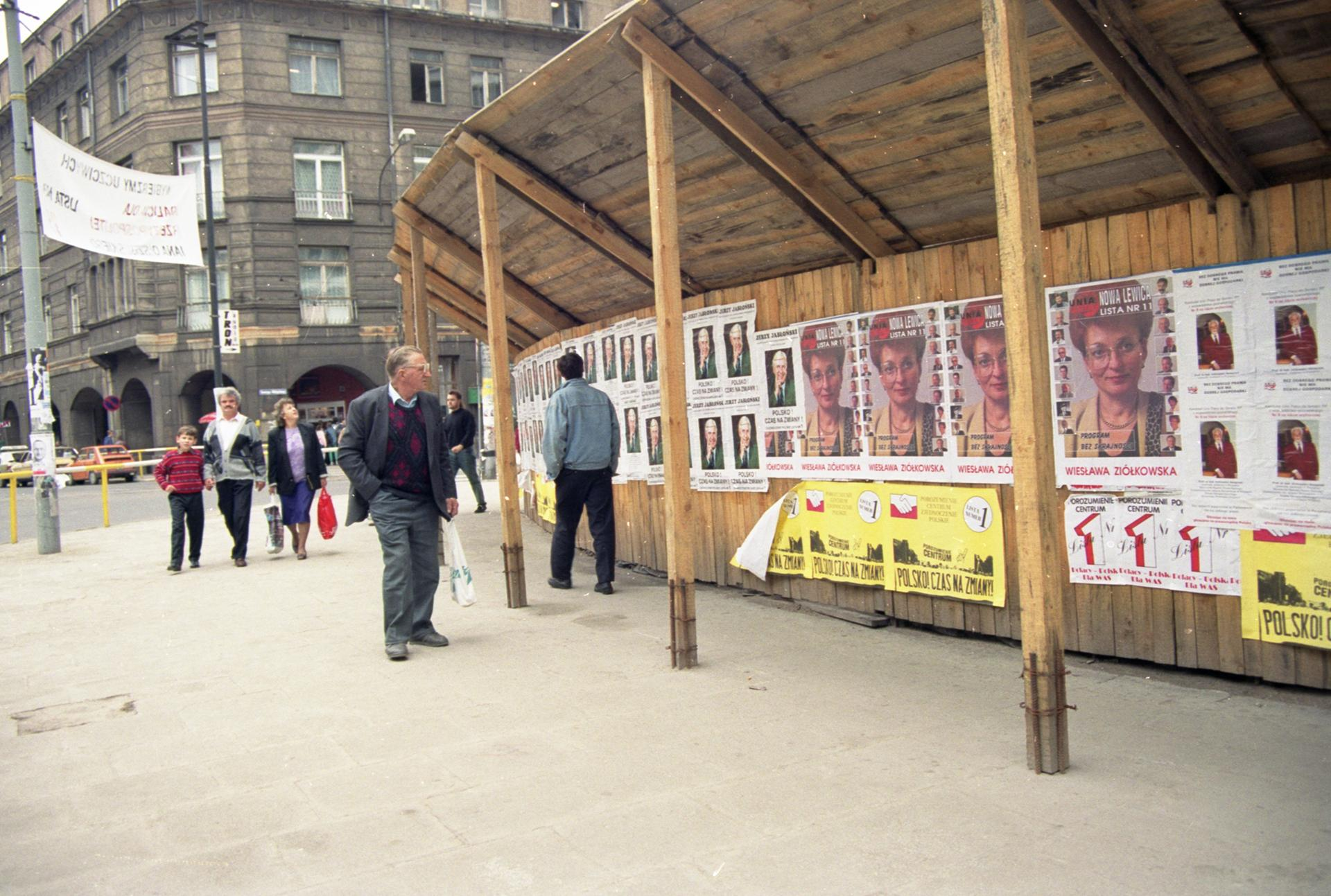
Affiches électorales en Pologne, 1993.

### Octobre
| Date        | Pays                        | Élections      | Contexte | Résultats |
| ----------- | --------------------------- | -------------- | --- | --- |
| 1er octobre | Maldives                    | Présidentielle | L'élection est un plébiscite : Il est demandé aux citoyens d'approuver un nouveau mandat pour le président en exercice. Les partis politiques ne sont pas autorisés à cette date. | Maumoon Abdul Gayoom, au pouvoir depuis 1978 et seul candidat, est réélu avec 92,8 % de suffrages favorables. |
| 3 octobre   | Argentine                   | Législatives   | | Parlement sans majorité. Le Parti justicialiste (péroniste) accroît sa majorité relative des sièges. |
| 3 octobre   | Azerbaïdjan                 | Présidentielle | | Heydar Aliyev (Parti du nouvel Azerbaïdjan : libéral-conservateur, laïc, autoritaire), auteur d'un coup d'État au mois de juin, est élu avec 98,8 % des voix face à deux autres candidats. |
| 4 octobre   | Égypte                      | Présidentielle | L'élection est un plébiscite : Il est demandé aux citoyens d'approuver un nouveau mandat pour le président en exercice. | Hosni Moubarak (Parti national démocratique, centre-droit, autoritaire, néo-libéral), seul candidat, est réélu avec 96,3 % de suffrages favorables. |
| 6 octobre   | Pakistan                    | Législatives   | | Parlement sans majorité. Alternance. Le Parti du peuple pakistanais (social-démocrate) obtient une majorité relative des sièges, et forme un gouvernement avec l'appui de petits partis. Benazir Bhutto devient première ministre.                                                                      |
| 10 octobre  | Grèce                       | Législatives   | | Alternance. Le PASOK (social-démocrate) obtient une majorité absolue des sièges, devant Nouvelle Démocratie (libéral-conservateur, au pouvoir). Andréas Papandréou devient premier ministre. |
| 10 octobre  | Îles Vierges des États-Unis | Référendum     | Le Îles Vierges américaines à cette date sont un territoire sous souveraineté des États-Unis d'Amérique. Le référendum demande aux citoyens de choisir entre trois statuts : l'indépendance, l'incorporation aux États-Unis en tant qu'État fédéré, ou bien le maintien du statut de territoire.                               | Les électeurs optent à 81,6 % pour le maintien de leur statut de territoire non-incorporé des États-Unis. |
| 11 octobre  | Swaziland                   | Législatives   | Premières élections au suffrage universel direct. Précédemment, les citoyens élisaient un collège électoral qui élisait à son tour le Parlement. Le Swaziland demeure néanmoins à cette date une monarchie quasi-absolue, où les partis politiques sont interdits et où les pouvoirs du corps législatif sont très restreints. | Le premier ministre Obed Dlamini et la plupart de ses ministres perdent leurs sièges au Parlement. Le roi Mswati III nomme le prince Jameson Mbilini Dlamini au poste de premier ministre. |
| 24 octobre  | Liechtenstein               | Législatives   | Le premier ministre Markus Büchel, nommé en mai, a été démis de ses fonctions par un vote de défiance issu de son propre parti, le Parti progressiste des citoyens (droite, national-conservateur). Ceci a entraîné une dissolution du Parlement et des élections anticipées.                                                  | Alternance. L'Union patriotique (centre-droit, libéral-conservatrice) obtient de justesse une majorité absolue des sièges. Mario Frick est nommé premier ministre. |
| 25 octobre  | Canada                      | Législatives   | | Alternance. Le Parti libéral (centriste, social-libéral, progressiste) obtient une majorité absolue des sièges. Jean Chrétien devient premier ministre. Le Parti progressiste-conservateur (centre-droit), jusque-là au pouvoir, s'effondre et disparaît presque totalement de la Chambre des communes. |

### Novembre
| Date        | Pays                       | Élections                      | Contexte | Résultats |
| ----------- | -------------------------- | ------------------------------ | --- | --- |
| 6 novembre  | Nouvelle-Zélande           | Législatives                   | | Le Parti national (libéral, conservateur) conserve de justesse la majorité absolue des sièges. Jim Bolger demeure premier ministre. |
| 8 novembre  | Jordanie                   | Législatives                   | Pour la première fois depuis 1956, les partis politiques sont autorisés à prendre part à l'élection. | Les trois quarts des élus sont sans étiquette. Le Front islamique d'action (islamiste) est le seul parti politique à obtenir un nombre de sièges conséquent (dix-sept sur quatre-vingt). Abdelsalam al-Majali (sans étiquette) demeure premier ministre. |
| 9 novembre  | Palaos                     | Référendum                     | Les Palaos à cette date sont un territoire sous souveraineté des États-Unis d'Amérique. Les États-Unis acceptent de conférer l'indépendance au pays, à condition qu'il lui demeure lié par un traité de libre association. C'est cette proposition qui est soumise au peuple par référendum.                                                                | La proposition est approuvée par 68,4 % des votants. Les Palaos accèdent à l'indépendance le 1er octobre 1994, tout en demeurant fortement sous influence américaine.                                                                                    |
| 14 novembre | Porto Rico                 | Référéndum                     | Le Porto Rico à cette date est un territoire sous souveraineté des États-Unis d'Amérique. Le référendum demande aux citoyens de choisir entre trois statuts : l'indépendance, l'incorporation aux États-Unis en tant qu'État fédéré, ou bien le statut de commonwealth, qui conférerait au territoire une autonomie sur le plan de la politique intérieure. | Les Portoricains optent à 48,6 % pour le statut de commonwealth. Le pays est désormais un territoire non-incorporé des États-Unis. |
| 21 novembre | Guinée équatoriale         | Législatives                   | Premières élections multipartites depuis 1968. | Le Parti démocratique (nationaliste, autoritaire, ancien parti unique) conserve une large majorité des sièges. Les observateurs étrangers estiment que l'élection n'a pas été libre et juste.                                                            |
| 25 novembre | Tuvalu                     | Législatives                   | Il n'existe pas de partis politiques aux Tuvalu. | Alternance. Les partisans du premier ministre sortant Bikenibeu Paeniu perdent leur majorité. Kamuta Latasi devient premier ministre. |
| 27 novembre | Honduras                   | Législatives et présidentielle | | Alternance. Le Parti libéral (libéral-conservateur) remporte une majorité absolue des sièges. Son candidat, Carlos Roberto Reina, est élu président avec 53 % des voix, devant Oswaldo Ramos Soto (Parti national, conservateur).                        |
| 29 novembre | Saint-Christophe-et-Niévès | Législatives                   | | Parlement sans majorité. Le Parti travailliste (centre-gauche, opposition) et le Mouvement d'action populaire (centre-droit, au pouvoir) obtiennent chacun le même nombre de sièges. Kennedy Simmonds (MAP) demeure premier ministre.                    |

### Décembre
| Date              | Pays           | Élections                      | Contexte | Résultats |
| ----------------- | -------------- | ------------------------------ | --- | --- |
| 5 décembre        | Gabon          | Présidentielle                 | Première élection présidentielle pluraliste de l'histoire du pays ; elle fait suite à l'instauration du multipartisme. | Omar Bongo (Parti démocratique, conservateur), au pouvoir depuis 1967, est élu au premier tour avec 51,2 % des voix. Il devance notamment Paul Mba Abessole (Rassemblement national des bûcherons).                                                                    |
| 5 décembre        | Venezuela      | Législatives et présidentielle | | Parlement sans majorité : le parti Action démocratique (centriste) y conserve une majorité relative des sièges. Le parti perd néanmoins la présidence de la République, remportée par Rafael Caldera (Convergence nationale, chrétien-démocrate) avec 30,5 % des voix. |
| 11 décembre       | Chili          | Législatives et présidentielle | | L'alliance « Concertation des partis pour la démocratie » (centre et gauche) conserve sa majorité absolue des sièges. Son candidat Eduardo Frei Ruiz-Tagle (Parti démocrate-chrétien : centriste, social-chrétien) est élu président avec 58 % des voix.               |
| 12 décembre       | Andorre        | Législatives                   | Après l'adoption d'une nouvelle Constitution, les partis politiques ont été légalisés. | Parlement sans majorité. Le Groupe démocratique national (progressiste) remporte une majorité relative des sièges ; son dirigeant, Òscar Ribas Reig, demeure premier ministre.                                                                                         |
| 12 décembre       | Chypre du Nord | Législatives                   | | Alternance. L'alliance du Parti démocrate (conservateur) et du Parti républicain turc (social-démocrate) remporte une majorité absolue des sièges. Hakkı Atun (Parti démocrate) est nommé premier ministre.                                                            |
| 12 décembre       | Russie         | Référendum                     | Les citoyens sont appelés à approuver ou rejeter une proposition de nouvelle Constitution qui renforce les pouvoirs du président. Le référendum fait suite à la violente crise constitutionnelle de septembre et octobre. Le président Eltsine ayant tenté de dissoudre le Parlement sans avoir l'autorité constitutionnelle pour le faire, l'armée a bombardé et investi le Parlement. | La Constitution est approuvée par 58,4 % des votants. |
| 12 décembre       | Russie         | Législatives                   | Ces élections font suite à une dissolution anticonstitutionnelle du Parlement par le président Boris Eltsine, appuyé par l'armée. | Parlement sans majorité. Les partis pro-gouvernement, Choix de la Russie et le Parti de l'unité et de l'accord russes, n'obtiennent qu'une majorité relative des sièges. Viktor Tchernomyrdine demeure néanmoins premier ministre.                                     |
| 19 décembre       | Guinée         | Présidentielle                 | Première élection présidentielle pluraliste de l'histoire du pays ; elle fait suite à l'instauration du multipartisme. | Lansana Conté (Parti de l'unité et du progrès) est réélu avec 51,7 % des voix. Il devance notamment Alpha Condé (Rassemblement du peuple de Guinée, centre-gauche). |
| 19 décembre       | Serbie         | Législatives                   | La Serbie à cette date est de jure un État autonome au sein de la République fédérale de Yougoslavie. | Le Parti socialiste (nationaliste) accroît sa majorité relative des sièges, et manque de peu d'obtenir la majorité absolue. Il forme un gouvernement avec l'appui du mouvement Nouvelle Démocratie (centre-droit). Mirko Marjanović devient premier ministre.          |
| 12 et 20 décembre | Comores        | Législatives                   | | Le Rassemblement pour la démocratie et le renouveau, parti du président Saïd Mohamed Djohar, remporte une majorité absolue des sièges. |